# Semer
A Indústria Semeraro S/A, ou simplesmente Semer, foi uma empresa brasileira fabricante de eletrodomésticos, principalmente fogões, sediada em São Paulo. A marca desapareceu em 1996 logo após a fusão desta com a Brastemp e a Consul, que acabou formando a Multibrás.

## História
Esta empresa foi fundada em 1946, sob o nome oficial de Indústria Semeraro e Cia. Ltda. no bairro do Belenzinho, cidade de São Paulo, fabricando fogões a gás de três e quatro bocas.
Em dezembro de 1963, a Semer cria a Estamparia e Esmaltação Nordeste S/A (Esmaltec), por intermédio da Tecnomecânica Norte (Tecnorte), uma empresa metalúrgica que produzia recipientes para gás GLP. A sociedade produzia os fogões Semer com a marca Esmaltec, porém o projeto foi descontinuado e a sociedade foi desfeita em 1966.
Entretanto, a Semer estava em plena expansão. Em meados de 1973, a empresa tinha quatro modelos de fogões, incluindo os de mesa/camping de 2 bocas. Ainda na década de 1970, começa a produzir fogões de 6 e 8 bocas e fogões com forno e acendimento automático embutido e a exportar os seus produtos. Em 1984 a empresa é incorporada ao Grupo Brasmotor.

### Fim da marca
A Semer se fundiu em 1994 com a Brastemp e a Consul, formando a Multibrás S/A, se tornando a maior industria de eletrodomésticos de linha branca da América Latina. A Multibrás foi representante das marcas Brastemp e Consul e fazia parte do Grupo Whirlpool. Com essa fusão, a marca Semer foi absorvida e retirada do mercado, por questões estratégicas em 1996.

## Produtos
A Semer possuiu o seguinte portfólio de produtos:
- Fogões de mesa, com e sem forno e acendimento automático;
- Fogões portáteis de 2 bocas;
- Fogões com 6 e 8 bocas;
- Aquecedores elétricos a quartzo, muito populares no Sul e Sudeste nas décadas de 1970 a 1990;
- Secadoras de roupa;
- Lava-louças.